# Swinomish Indian Reservation
Swinomish Indian Reservation es un área no incorporada ubicada en el condado de Skagit en el estado estadounidense de Washington.

## Geografía
Swinomish Indian Reservation se encuentra ubicado en las coordenadas 48°24′1″N 122°31′38″O / 48.40028, -122.52722.